# Stubičke toplice
Koordinati:   45°58′40″N, 15°55′52″E
Stubičke toplice so naravno zdravilišče in rekreacijski center v kraju Stubičke Toplice v Krapinsko-zagorski županiji na Hrvaškem.
V kraju, ki leži sredi gozdnatih hribov na severnem obrobju Medvednice stoji specialna bolnica za medicinsko rehabilitacijo. Naravno zdravilno sredstvo v toplicah je do 69ºC topla termalna  kalcijeva-magnezijeva-hidrogenkarbonatna-sulfatna rahlo radioaktivna voda.
Termalne vrelce so tu izkoriščali že Rimljani v Antični dobi. V starih listinah se leta 1209 omenjajo kot Teplitz bey Stubisza. Začetki današnjega zdravilišča datirajo v leto 1811, ko je zagrebški škof Maksimilijan Vrhovac dal postaviti kopališko zgradbo z notranjim bazenom.

## Zdravljenje
Zdravljenje se izvaja s kopelimi v bazenih, pitjem mineralne vode, medicinsko telovadbo, elektro in hidro terapijo in masažami, ki ga izvajajo v sodobnem objektu s strokovnimi zdravniki in drugim strokovnim osebjem. Termalna voda je posebno koristna pri zdravljenju sklepnih in travmatičnih obolenjih, nevralgijah, mialgijah in revmatoidnem polyarthiritisu, ne priporoča pa se bolnikom s težjimi srčnimi obolenji in epileptikom.

## Rekreacija
Več pokritih in zunanjih bazenov, šporntni tereni, planinarjenje, sprehodi po prostornem parku, kegljišče, mini golf, kolesarjenje.